# Чашка
Чашка (на македонска литературна норма: Чашка) е село в централната част на Северна Македония, административен център на община Чашка.

## География
Селото е разположено в областта Грохот, на около 15 километра западно от град Велес, по десния бряг на река Тополка.

## История
През XIX век Чашка е чисто българско село във Велешка кааза, Нахия Грохот на Османската империя. Според статистиката на Васил Кънчов („Македония. Етнография и статистика“) от 1900 година селото има 262 жители, всички българи християни.
В началото на XX век християнското жителите на селото са под върховенството на Българската екзархия. По данни на секретаря на екзархията Димитър Мишев („La Macédoine et sa Population Chrétienne“) през 1905 година в Чашка има 120 българи екзархисти.
През учебната 1912/1913 година учителка в селото е Невена Кюрекчиева.
След Междусъюзническата война в 1913 година селото остава в Сърбия.
На етническата си карта от 1927 година Леонард Шулце Йена показва Чашка (Čaška) като българско християнско село.
Разрастването на малкото село Чашка започва с изграждането на ЖП линията Велес-Прилеп — Битоля през 30-те години на XX век, но след Втората световна война покрай ЖП гарата и удобните инфраструкурни връзки в Чашка започват да се заселват жители на околните села.
По време на българското управление във Вардарска Македония в годините на Втората световна война, Георги Христов Чочков от Велес е български кмет на Чашка от 13 август 1941 година до 23 юли 1942 година. След това кметове са Михаил Ст. Шурков от Велес (23 юли 1942 - 28 ноември 1942), Благой К. Менкаджиев от Велес (29 декември 1942 - 22 юли 1943), Владимир Ил. Николчев от Градище (22 юли 1943 - 12 август 1944) и Борис Панов Петров от Велес (12 август 1944 - 9 септември 1944).
Във втората половина XX век Чашка бележи значителен ръст на населението като от 501 жители през 1961 година, то нараства на 1346 през 1994 година, а според преброяването от 2002 година селото има 1471 жители, от които:
| Националност     | Всичко |
| северномакедонци | 1425   |
| албанци          | 0      |
| турци            | 0      |
| роми             | 0      |
| власи            | 0      |
| сърби            | 44     |
| бошняци          | 0      |
| други            | 2      |

В селото работят основно училище, поща, амбулантна, ветеринарна служба. Има и паметник, посветен на т.нар. Народоосвободителна борба.
На 8 декември 1990 година митрополит Михаил Повардарски поставя темелния камък на църквата „Св. св Кирил и Методий“. На 13 май 2001 година църквата е осветена от Йоан Повардарски.

## Личности
Родени в Чашка
- Илия, български революционер, деец на ВМРО[8]